# تسطير
التّهجِئَة الهِجاء أو تسطير الكلمات هو إتقان كتابة حروفها ومراعاة قواعد علم الإملاء والتهجئة فيها. هو فرع من علم قواعد الكتابة الذي يشمل أيضا الترقيم وما إليه. يخالفه الإسطار
بمعنى التصحيف والإخطاء في الكتابة أو القراءة.